# Замок Бортвик
Замок Бортвик (англ. Borthwick Castle) — один из крупнейших средневековых шотландских замков. Он расположен в 12-ти милях (19 км) к юго-востоку от Эдинбурга к востоку от деревни Бортуик. Он был построен в 1430 году для сэра Уильяма Бортвика, в честь которого замок получил свое название.

## История

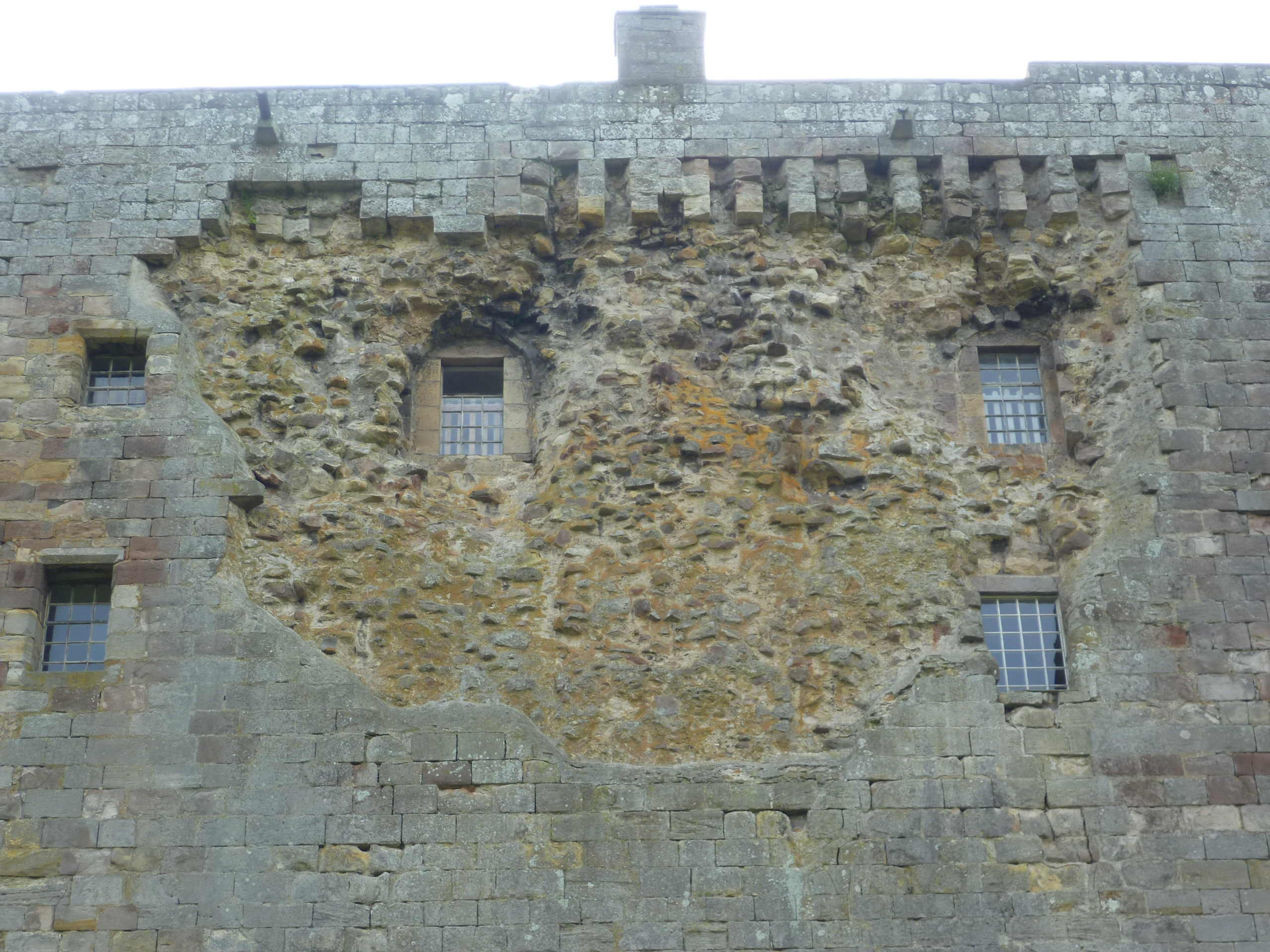
Восточная стена, поврежденная в 1650

Сэр Уильям Бортвик, позднее первый лорд, получил от короля Джеймса I 2 июня 1430 года лицензию на постройку замка. Это было необычно для Шотландии поскольку дворянам не нужно было получать разрешение на строительство и укрепление замка. Он приобрел большую часть земли у своего соседа Уильяма Хэя, который обижался на это и завидовал замку своего соседа. Первоначально это была каменная крепость со стенами толщиной до 14 футов (4,3 м) и высотой 110 футов (34 м). Конструкция представляла собой U-образную крепость с зазором 12 футов (3,7 м) между выступающими, слегка асимметричными башнями.
Замок Бортвик дважды посещался Марией, королевой шотландцев, в 1563 и 1567 годах. Последний раз, когда она и её новый муж, Джеймс Хепберн, 4-й граф Ботвелла, были осаждены внутри, находясь под защитой 6-го лорда Бортвика. Спасаясь от осады замка Мария покинула замок переодевшись странницей. Однако, вскоре королева была арестована и доставлена в замок Лохливен, где она находилась в плену. Ботвелл бежал в Оркни на Шотландские острова, а потом в Норвегию, которая в то время находилась под датским правлением. Король Дании держал его в тюрьме в Мальмё, а затем в Драгсхольме в Зеландии, где он умер в 1578 году. Его забальзамированное тело хранится в склепе в церкви в Фаарвейле неподалеку.

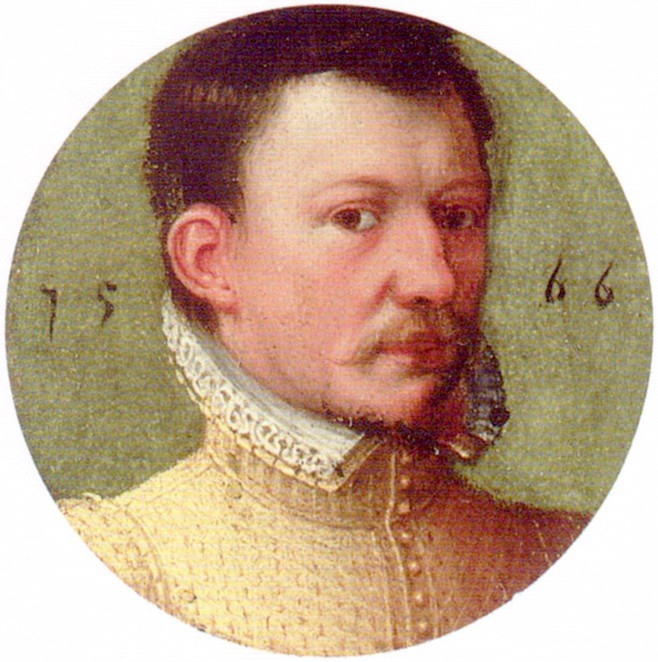
Джеймс Хепберн 4-й граф Ботвелл, муж Марии, королевы Шотландии, умер 14 апреля 1578.

В 1650 году замок был атакован войсками Оливера Кромвеля и был сдан после нескольких выстрелов из пушек.
Замок был восстановлен к 1914 году. Во время Второй мировой войны он использовался в качестве укрытия для хранения национальных сокровищ. В 1973 году он был арендован у клана Бортвик и превращен в эксклюзивное место аренды. В июне 2013 года замок закрыли на капитальный ремонт и в сентябре 2015 года снова открыли как место проведения мероприятий.

## Изображение замка

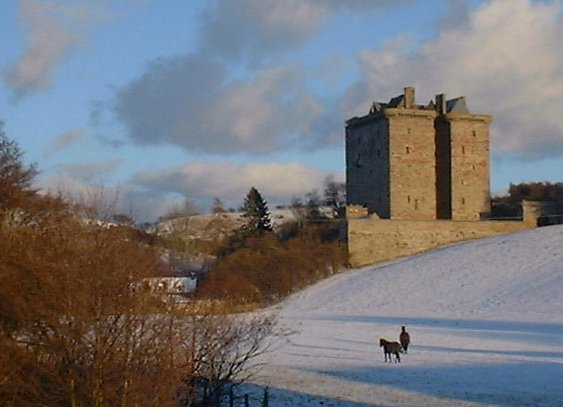
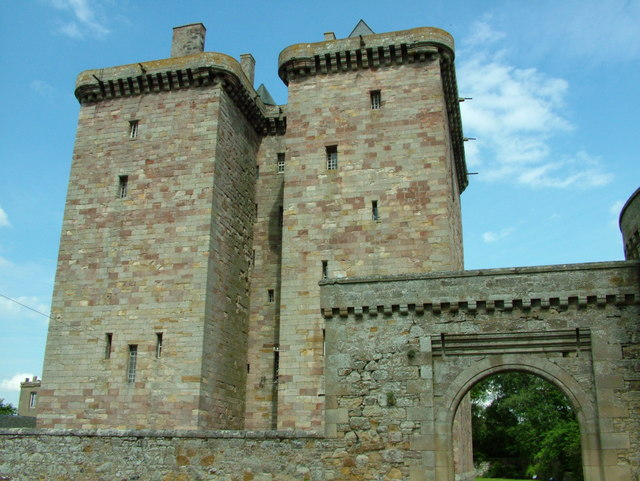
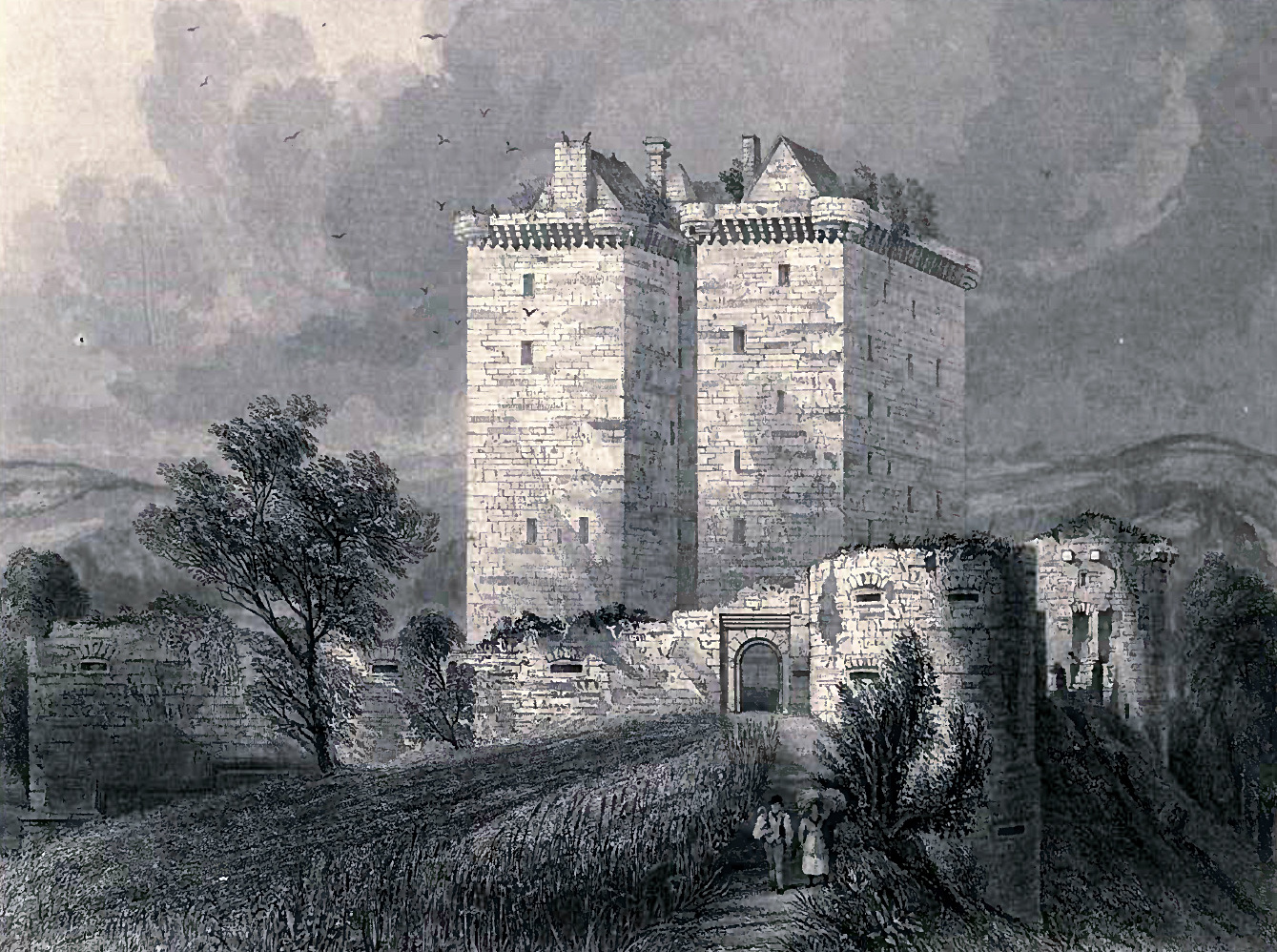